# Vânzătorul de iluzii
Vânzătorul de iluzii (titlu original: Leap of Faith) este un film american dramatic de comedie din 1992 regizat de Richard Pearce. Rolurile principale au fost interpretate de actorii Steve Martin, Debra Winger, Lolita Davidovich, Liam Neeson și Lukas Haas.

## Prezentare
Filmul este despre Jonas Nightengale, un reverend pungaș care manipulează mulțimea din Rustwater, Kansas pentru a-i escroca de bani.

## Distribuție
- Steve Martin - Jonas Nightengale
- Debra Winger - Jane Larson
- Lolita Davidovich - Marva
- Liam Neeson - Sheriff Will Braverman
- Lukas Haas - Boyd
- Albertina Walker - Lucille
- Meat Loaf - Hoover
- Philip Seymour Hoffman - Matt
- M. C. Gainey - Tiny
- La Chanze - Georgette
- Delores Hall - Ornella
- Phyllis Somerville - Dolores
- Troy Evans - Officer Lowell Dade
- Edwin Hawkins - choirmaster

## Producție
Filmările au avut loc în Groom, Texas și Tulia, Texas, cu anumite scene filmate în Plainview, Texas. Consultant pentru fraude a fost Ricky Jay. 

## Primire
A avut încasări de 23,4 milioane dolari americani. 
În decembrie 2017, Leap of Faith avea un rating de 63% pe Rotten Tomatoes pe baza a 19 recenzii.